# Super Mario Bros.
Super Mario Bros. este un joc din Japonia care a fost lansat în 1985 pentru NES, fiind lansate ulterior variante pentru SNES, Game-boy, GBC, GBA, GBA SP, etc.
1. 1 2 3 4 5 6 7 8 9 10 11  MobyGames
2. 1 2  VGMdb
3. ↑  NES Games (PDF) (în engleză), Nintendo, accesat în 16 mai 2020
4. ↑  Frank Cifaldi[*] (28 martie 2012), Sad But True: We Can't Prove When Super Mario Bros. Came Out (în engleză), accesat în 16 mai 2020
5. 1 2  Metacritic